# Rivière Saint-Jean Sud-Ouest
Pour les articles homonymes, voir Saint-Jean et rivière Saint-Jean.
La rivière Saint-Jean Sud-Ouest (anglais : Southwest Branch Saint John River) est un cours d’eau frontalier et un affluent du fleuve Saint-Jean dont la confluence est au Maine.
À partir du « Little St John Lake » jusqu’au secteur du « Dead Brook », la partie supérieure de la rivière établit la frontière entre le Canada et les États-Unis, dans les territoires suivants :
- Québec (extrémité Sud-Est de la région administrative de Chaudière-Appalaches) :
  - MRC de Les Etchemins : municipalité de Saint-Zacharie (canton de Metgermette-Nord), municipalité de Saint-Louis-de-Gonzague (canton de Metgermette-Nord), municipalité de Saint-Cyprien (canton de Langevin), et
  - MRC de Bellechasse (municipalité de Saint-Camille-de-Lellis) : canton de Daaquam) ;
- Maine : comté de Somerset (canton T5 R20 WELS ; canton T6 R19 WELS, canton T7 R19 WELS, canton T8 R19 WELS, canton T8 R18 WELS, canton T9 R18 WELS, canton T10 R17 WELS).

Le territoire au Sud de la « rivière Saint-Jean Sud-Ouest », soit au Maine, présente un relief généralement plus montagneux que la rive Nord qui draine le Sud-Est du Québec.

## Géographie
La « rivière Saint-Jean Sud-Ouest » prend sa source à l’embouchure du «Petit lac Saint-Jean» (English : Little Saint John Lake) (longueur : 1,0 km ; altitude : 489 m) lequel chevauche la frontière entre le Canada (Québec, MRC de Les Etchemins) et les États-Unis (Maine, comté de Somerset). Ce lac se déverse par le Nord et est entouré de montagnes.
Le Petit lac Saint-Jean est situé sur le versant Est de la ligne de partage des eaux correspondant à la crête des montagnes environnantes. La rivière Metgermette Nord (au Québec) draine le versant Nord-Ouest de la ligne de partage des eaux. Le versant Sud est drainé par le "Hurricane Pond" dont les eaux s'écoulent du côté Sud-Ouest (Maine), par l'émissaire "Hurricane Brook" dont le courant se déverse vers le Sud-Ouest successivement dans le Dole Brook et la North Branch Penobscot River.
L’embouchure du Petit lac Saint-Jean est situé sur la frontière canado-américaine à :
- 2,2 km au Sud du sommet d’une montagne Maine, dont l’altitude est 578 m ;
- 8,6 km au Sud-Est du centre du village de Saint-Zacharie (Québec) ;
- 20,7 km au Nord-Est du centre du village de Armstrong dans Saint-Théophile (Québec).

À partir de l’embouchure du « Little Lake St John », la « rivière Saint-Jean Sud-Ouest » coule sur 91,9 km dont 54,6 km en délimitant la frontière canado-américaine dans sa partie supérieure, puis coule sur 37,3 km au Maine. Son cours se décrit selon les segments suivants :
Cours supérieur de la « Rivière Saint-Jean Sud-Ouest » (segment de 26,1 km délimitant la frontière canado-américaine)
- 2,5 km vers le Nord, jusqu'à un ruisseau (venant de l’Ouest, soit du canton Metgermette-Nord, au Québec) ;
- 0,8 km vers le Nord, jusqu'à un ruisseau (venant de l’Est, soit du comté de Somerset) ;
- 3,5 km vers le Nord, en serpentant jusqu'à un ruisseau (venant du Sud-Est) ;
- 9,6 km (ou 6,1 km en ligne directe) vers le Nord-Ouest, en serpentant jusqu'à la décharge du Lac Joli (venant de l’Ouest, soit du Québec) ;
- 5,2 km vers le Nord-Est, jusqu'à la limite du canton de Langevin (municipalité de Saint-Louis-de-Gonzague (Québec) ;
- 4,5 km vers le Nord-Est, jusqu'à la décharge (venant du Nord-Ouest) du Lac Veilleux et du Lac Croche.

Cours intermédiaire de la « Rivière Saint-Jean Sud-Ouest » (segment de 28,5 km délimitant la frontière canado-américaine)
- 8,8 km vers le Nord-Est, jusqu'au ruisseau Morning Sud (venant du Sud-Ouest) ;
- 1,0 km vers le Nord-Est, jusqu'au ruisseau Morning Nord (venant du Nord-Ouest) ;
- 3,3 km vers le Nord-Est en serpentant jusqu'à la limite de la MRC de Bellechasse (canton de Daaquam) ;
- 4,8 km vers le Nord-Est, jusqu'à un ruisseau (venant du Nord-Ouest, soit de Saint-Camille-de-Lellis) ;
- 6,6 km (ou 3,0 km en ligne directe) vers le Nord-Est en serpentant jusqu'au ruisseau Doucet (venant du Nord-Ouest, soit de Saint-Camille-de-Lellis) ;
- 2,4 km vers le Nord-Est en serpentant jusqu'au « Little Southwest Branch » (français : « Petite branche Sud-Ouest » (venant du Sud), soit du canton T8 R18 WELS du Maine) ;
- 1,6 km vers le Nord-Est jusqu'au point où la « Rivière Saint-Jean Sud-Ouest » cesse de servir de frontière canado-américaine.

Cours inférieur de la rivière en aval de la frontière canado-américaine (segment de 21,4 km coulant surtout au Maine)
- 1,1 km vers le Nord, en faisant un détour vers l’Ouest au Québec, pour revenir à la frontière canado-américaine ;
- 5,8 km vers le Nord-Est au Maine, jusqu'au ruisseau Carter (venant de l’Ouest, soit de la MRC de Montmagny, au Québec). Note : ce ruisseau coule surtout au Québec et seulement sur 0,9 km au Maine ;
- 3,0 km vers le Nord-Est, jusqu'à un ruisseau (venant du Nord-Ouest). Note : ce ruisseau draine une zone de marais de la partie Est du canton de Panet, puis coule sur 2,1 km au Maine ;
- 4,0 km vers le Nord-Est, jusqu'à un ruisseau (venant du Nord) ;
- 7,5 km vers le Sud-Est, jusqu'à la confluence de la rivière Saint-Jean Branche Baker.

Cours inférieur de la rivière en aval de la rivière Saint-Jean Branche Baker (segment de 15,9 km coulant surtout au Maine)
- 2,4 km vers l’Est, jusqu’au pont routier ;
- 6,0 km vers le Nord-Est, jusqu’au ruisseau Knowles (venant de l’Est) ;
- 7,5 km vers le Nord-Est, jusqu’à la confluence de la rivière[1].

À sa confluence, la « rivière Saint-Jean Sud-Ouest » s’unit à la Northwest Branch Saint John River (rivière Saint-Jean Nord-Ouest) dont la source est à l’embouchure du lac Frontière au Québec. Cette jonction de la confluence de chacune des deux rivières constitue la tête du fleuve Saint-Jean.
À partir de la confluence de la « rivière Saint-Jean Sud-Ouest », le fleuve Saint-Jean coule vers l'Est et le Nord-Est en traversant le Maine ; puis vers l'Est et le Sud-Est en traversant le Nouveau-Brunswick.

## Toponymie
L’appellation « rivière Saint-Jean Sud-Ouest » dérive du nom de son tributaire, le fleuve Saint-Jean. Les points cardinaux intégrés au toponyme permettent de distinguer les deux principaux affluents de la partie supérieure de son bassin versant du fleuve Saint-Jean.
Lors de son expédition exploratoire de 1604 de la côte Sud du Nouveau-Brunswick actuel, Samuel de Champlain a désigné ce cours d’eau « rivière Saint-Jean » car il concorde avec le Saint du jour au calendrier de la chrétienté.
Dans l’histoire, la « rivière Saint-Jean Sud-Ouest » actuelle a été couramment désignée sous le nom de « rivière Saint-Jean », notamment dans un rapport de 1863 de l'arpenteur Eugène Casgrain décrivant le territoire du canton de Daaquam. Les éditions de 1914 et de 1925 du « Dictionnaire des rivières et lacs de la province de Québec » se réfèrent à l’hydronyme de « Rivière Saint-Jean ».
La mention du point cardinal est indiquée sur la carte du canton de Metgermette-Nord de 1925 (Rivière Saint-Jean Branche Ouest) et sur celle du canton de Daaquam de 1927. Ultérieurement, plusieurs cartes et documents publiés font référence au point cardinal. Le « Répertoire géographique du Québec » de 1969 indique « Rivière Saint-Jean ».
En 1975, la « Commission de toponymie du Québec » a modifié officiellement cet hydronyme pour celui de « Rivière Saint-Jean Sud-Ouest ».
Le toponyme « Rivière Saint-Jean-Sud-Ouest » a été officialisé le 2 décembre 1975 à la Commission de toponymie du Québec.